# Maria von Rosen
Pour les articles homonymes, voir Rosen.
Maria von Rosen, née le 19 avril 1959 à Stockholm (Suède), est une écrivain suédoise.

## Biographie
Maria von Rosen est déclarée du mariage du comte Jan-Carl von Rosen et d'Ingrid von Rosen, née Karlebo. Il est apparu cependant par après que son père biologique est en réalité le réalisateur Ingmar Bergman. Elle est donc la demi-sœur de Lena, Eva, Jan (sv), Mats, Anna, Ingmar jr, Daniel Bergman et Linn Ullmann. Du côté maternel, elle est aussi la demi-sœur d'Anna von Rosen.
Maria von Rosen est co-auteur du livre Tre dagböcker (Trois journaux intimes), où les derniers jours de vie de sa mère sont décrits dans les trois journaux intimes de sa mère Ingrid von Rosen, d'Ingmar Bergman (l'ancien mari d'Ingrid) et du sien.